# Bassline
Bassline é um gênero de música eletrônica proveniente do Reino Unido derivado da cena UK Garage local. Compartilha as mesmas carcterísticas de outros gêneros da mesma origem como Dubstep e Grime, porém, se diferencia pela valorização da linha de baixo. Teve sua origem em Sheffield por volta do ano de 2002. A maioria das canções do bassline tem batidas em torno de 135-142bmp, mais rápido do que a maioria do UK Garage, grime e dubstep.

## História
Bassline tem estado no centro da controvérsia, em Sheffield, devido a uma operação policial contra o antigo clube de bassline a meia noite, depois que o clube fechou. A polícia invadiu o clube em meio a relatos de que o local  tinha sido palco de violência, uso de drogas e da cultura de gangues. Desde então, a noite mais popular do bassline de Sheffield foi encerrada. "Niche" (nicho) é por vezes usado como um nome alternativo para o gênero musical. Por ser um estilo underground originado dos subúrbios de Londres, como grime, bassline ainda sofre muito preconceito sendo associada a violência, a atividade anti-social e criminal.